# Lignage Serroelofs
Le Lignage Serroelofs, Ser Roelofs ou t’Serroelofs est l'un des sept Lignages de Bruxelles. 

## Armes
Ce lignage portait de gueules plain qui est Bruxelles, à 9 billettes d'argent, ordonnées 4, 3 et 2. Cimier : un buste chaperonné. Supports : deux pucelles les cheveux épars, enveloppées de longs manteaux.

## Histoire
La famille-mère de ce Lignage bruxellois n’a pas pu être déterminée avec certitude et souvent — mais à tort selon l'érudit H.-C. van Parys — la famille de Mol est présentée comme famille-mère simplement parce que Roelof de Mol était échevin déjà en 1273.
En 1376, trente-neuf personnes étaient inscrites au t’Serroelofs. Ces personnes appartenaient à vingt-et-une familles qui sont t’Serclaes (avec six personnes de ce nom inscrites au Lignage), de Loeze, Tuninc dit Tuyn, Wassart (trois personnes), de Coninc, de Mol (trois personnes), van der Kelen, van Huldenberghe (trois personnes), Hertewijck (trois personnes), Mettenschachte (trois personnes), Colay (trois personnes), Cassart, de Hertoghe, de Hondeloze, van den Hove, van Brabant (deux personnes), de Buys, van der Plast, Halfhuys, van den Stalle, et van de Wuwere.
Les registres du Lignage Serroelofs, de 1376 à 1413 environ et de 1480 à 1794, ont fait l’objet d’une publication scientifique.
Le Manuscrit de Roovere, transcrit et publié, contient les ascendances lignagères des personnes admises au t’Serroelofs lors des derniers siècles avant la disparition de cette institution bruxelloise. Par ailleurs, l'ouvrage de Désiré van der Meulen sur les Lignages de Bruxelles tel que synthétisé dans la Liste et armorial des personnes admises aux Lignages de Bruxelles mentionne aussi ces Lignagers.

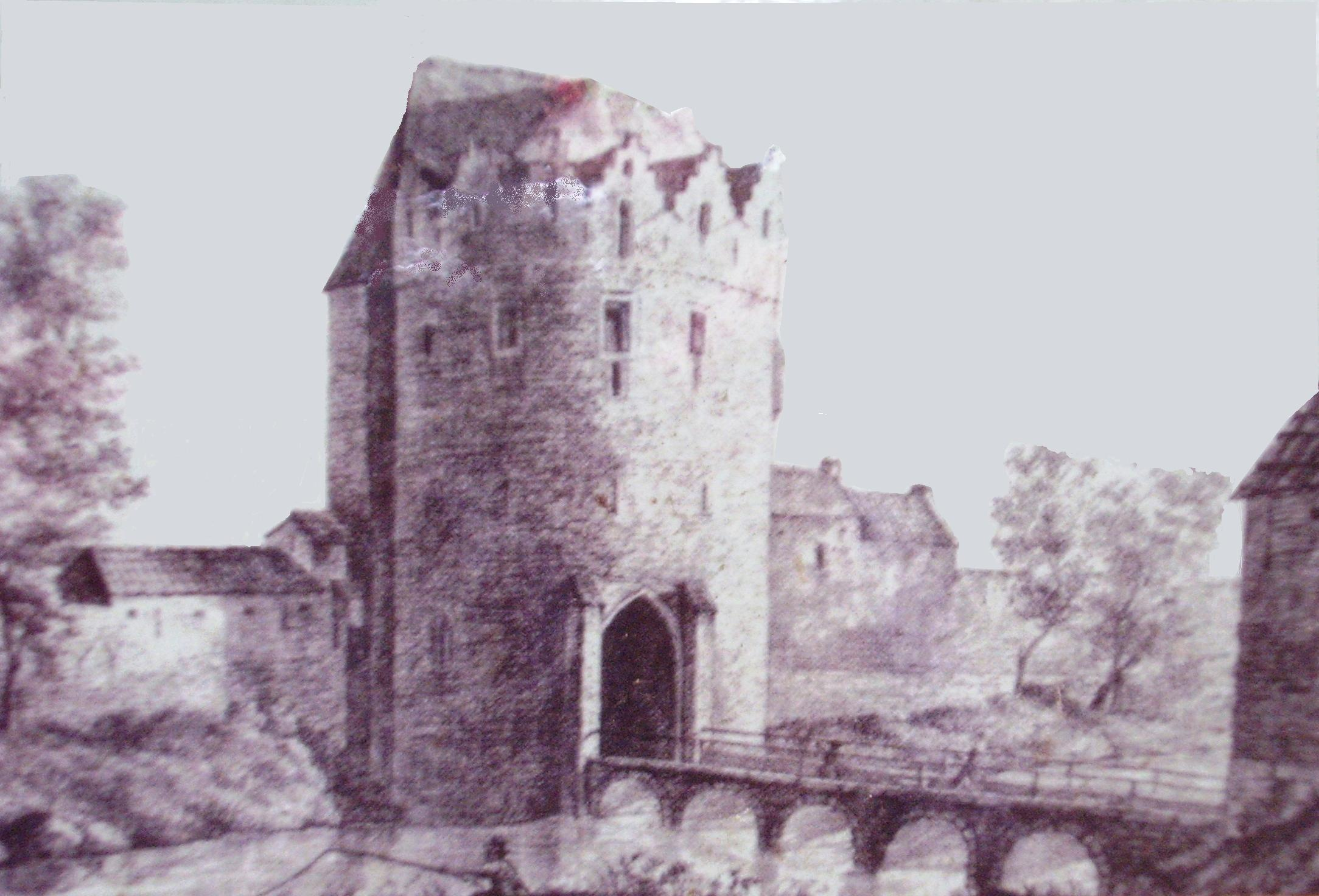
La Porte d'Anderlecht en 1612

Enfin, notons que la Porte d'Anderlecht fut défendue par le Lignage t’Serroelofs, auquel s’adjoint en 1422 la nation de Saint-Christophe.